# A Date with The Everly Brothers
A Date with the Everly Brothers è il quarto album in studio del duo musicale statunitense The Everly Brothers, pubblicato nel 1960.

## Tracce
Side 1
1. Made to Love – 2:05 (Phil Everly)
2. That's Just Too Much – 2:40 (Don Everly, Phil Everly)
3. Stick With Me Baby – 1:57 (Mel Tillis)
4. Baby What You Want Me to Do – 2:20 (Jimmy Reed)
5. Sigh, Cry, Almost Die – 2:18 (Everly, Everly)
6. Always It's You – 2:30 (Felice and Boudleaux Bryant)

Side 2
1. Love Hurts – 2:23 (Boudleaux Bryant)
2. Lucille – 2:32 (Albert Collins, Richard Penniman)
3. So How Come (No One Loves Me) – 2:18 (Bryant, Bryant)
4. Donna, Donna – 2:15 (Bryant, Bryant)
5. A Change of Heart – 2:07 (Bryant, Bryant)
6. Cathy's Clown – 2:25 (Don Everly)

## Formazione
- Don Everly – chitarra, voce
- Phil Everly – chitarra, voce